# Скрамасакс из Темзы

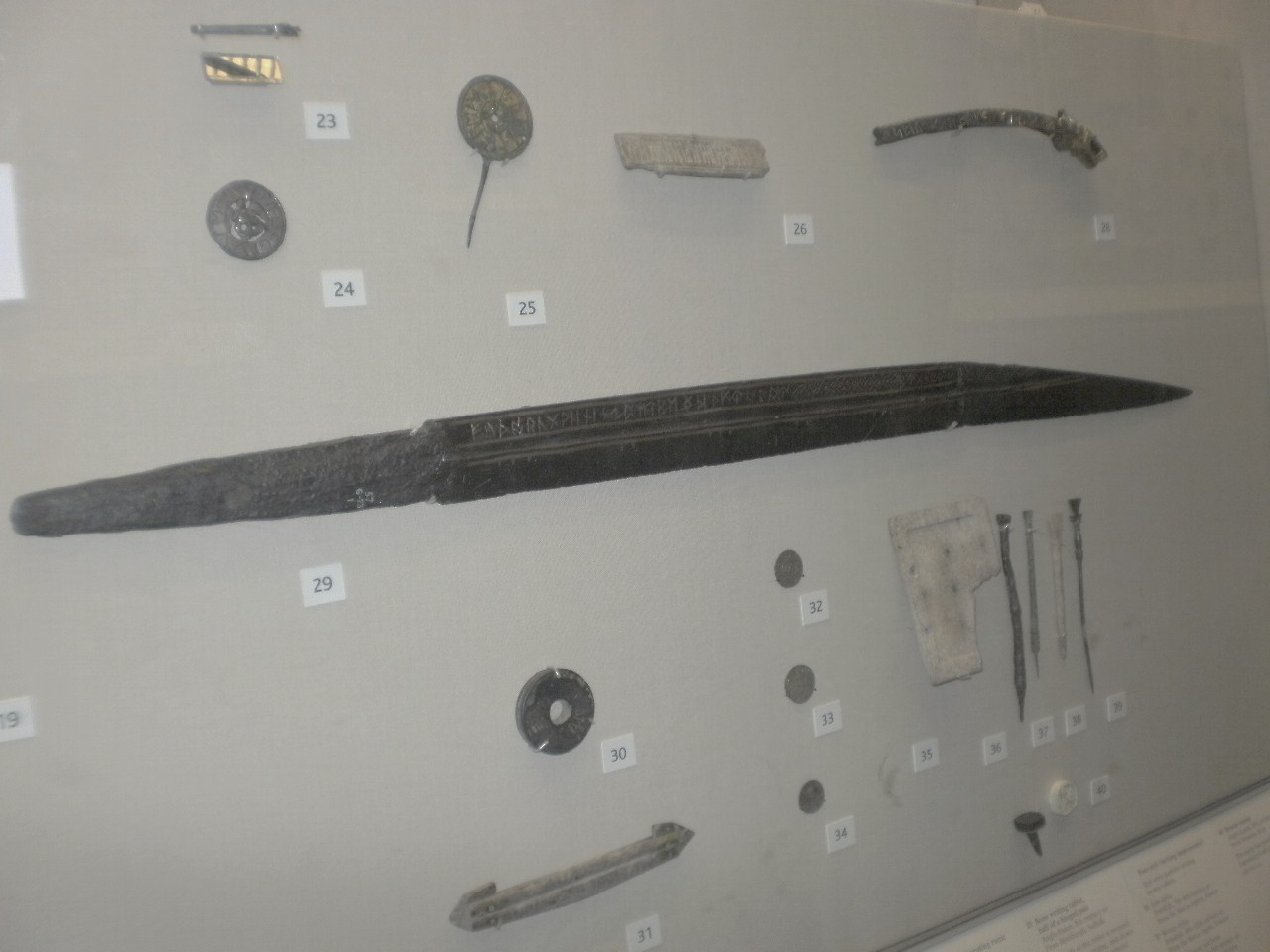
Сакс из Темзы в витрине экспозиции Британского музея

Скрамасакс из Темзы или Сакс Беагнота (англ. Thames seax / Seax of Beagnoth) — англосаксонский сакс (короткий меч) IX—X веков, найденный в 1857 году в Темзе. Дорогое оружие воина с высоким статусом, украшенное сложным узором с инкрустацией из меди, бронзы и серебряной проволоки. На одной стороне клинка нанесена единственная известная надпись изо всех двадцати восьми символов англосаксонского рунического алфавита, а также имя собственное Beagnoth. Специалисты Британского музея, где меч экспонируется практически с момента находки, считают, что это имя владельца оружия или кузнеца, изготовившего его. Многие мечи англосаксов и викингов на лезвии имеют надписи на латинице, Сакс из Темзы является одним из немногих экземпляров, на клинке которого помещена руническая надпись.

## Обретение
Чернорабочий Генри Бриггс, занимавшийся очисткой берегов реки Темзы близ Баттерси, жилого района южного Лондона, неоднократно находил в грязи и иле археологические артефакты, которые у него охотно покупал Британский музей. Известно, что с 1843 по 1867 год он заключил не менее 43 подобных сделок. В начале 1857 года Бриггс совершил очередную находку — короткий, явно очень старый меч, который также продал музею. 21 мая 1857 года клинок был представлен в Лондонском обществе антикваров для оценки. Там он был описан как «похожий на скрамасаксы франков, экземпляры которых очень редко встречаются в Англии, и имеет ряд рунических знаков, инкрустированных золотом». С этого момента вновь обретённый артефакт стали именовать Скрамасакс из Темзы, хотя сам термин скрамасакс употребительно к описанию подобного оружия встречается лишь единожды — у франкского историка Григория Турского. Поскольку подлинный смысл части слова скрама не известен, всё большее количество исследователей склонны называть меч просто длинным саксом (англ. long seax).

## Описание
Сакс представляет собой железный меч с одной режущей кромкой. Имеет 721 мм в длину, из которых клинок от острия до пяты — 551 мм, а хвостовик — 170 мм. Максимальная ширина клинка составляет 38,7 мм, толщина — 8,2 мм. Вес 985 граммов. К хвостовику ранее крепилась рукоять, которая не сохранилась. С обеих сторон клинка идёт глубокий дол, выше которого расположена прямоугольная полоса с инкрустациями медью. Поверхность полосы с одной из сторон заполнена узором из несимметричных ромбов, исполненных из серебра и меди, что могло являться попыткой имитации узорной сварки .

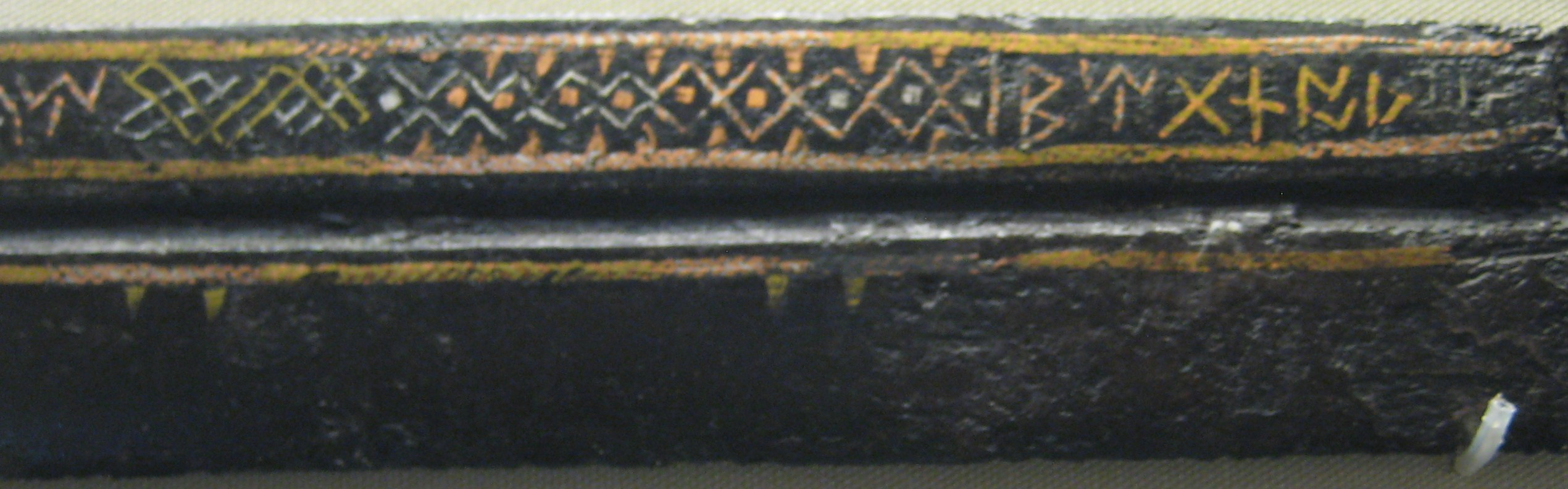
Инкрустация рунических символов ᛒᛠᚷᚾᚩᚦ

На другой стороне клинка в симметрично расположенной полосе нанесены две рунические надписи, инкрустированные латунью и серебром. Левая содержит двадцать восемь букв англосаксонского рунического алфавита. Надпись справа, отделенная от первой орнаментом из ромбов, представляет собой имя собственное ᛒᛠᚷᚾᚩᚦ (Beagnoþ или Beagnoth, рус. ≈ Беагнот), что дало этому оружию ещё одно название — Сакс Беагнота. Исследователь рунических надписей, австрало-британский профессор Ральф Эллиот предполагает, что сакс принадлежал знатному воину из королевства Кент, так как именно там рунический алфавит содержал 28 символов. У северян из Нортумбрии было на 3 знака больше. Кроме того, только в Кенте в письменных источниках зафиксированы два человека с именем Беагнот (Beagnoþ или Beagnoth). Один из них упоминается в англосаксонских хрониках времён короля Кента Эрдвульфа (748—767 годы правления) в связи с предоставлением ему прав на использование пастбищ близ Рочестера. Второй — монах, упомянутый как участник одного из Синодов 803 года в хрониках короля Уэссекса Этельвульфа. В переводе с древнеанглийского языка слово beag означает кольцо, браслет, венок, а nōþ — «смелость, удаль».